# Peter Andreas Hansen

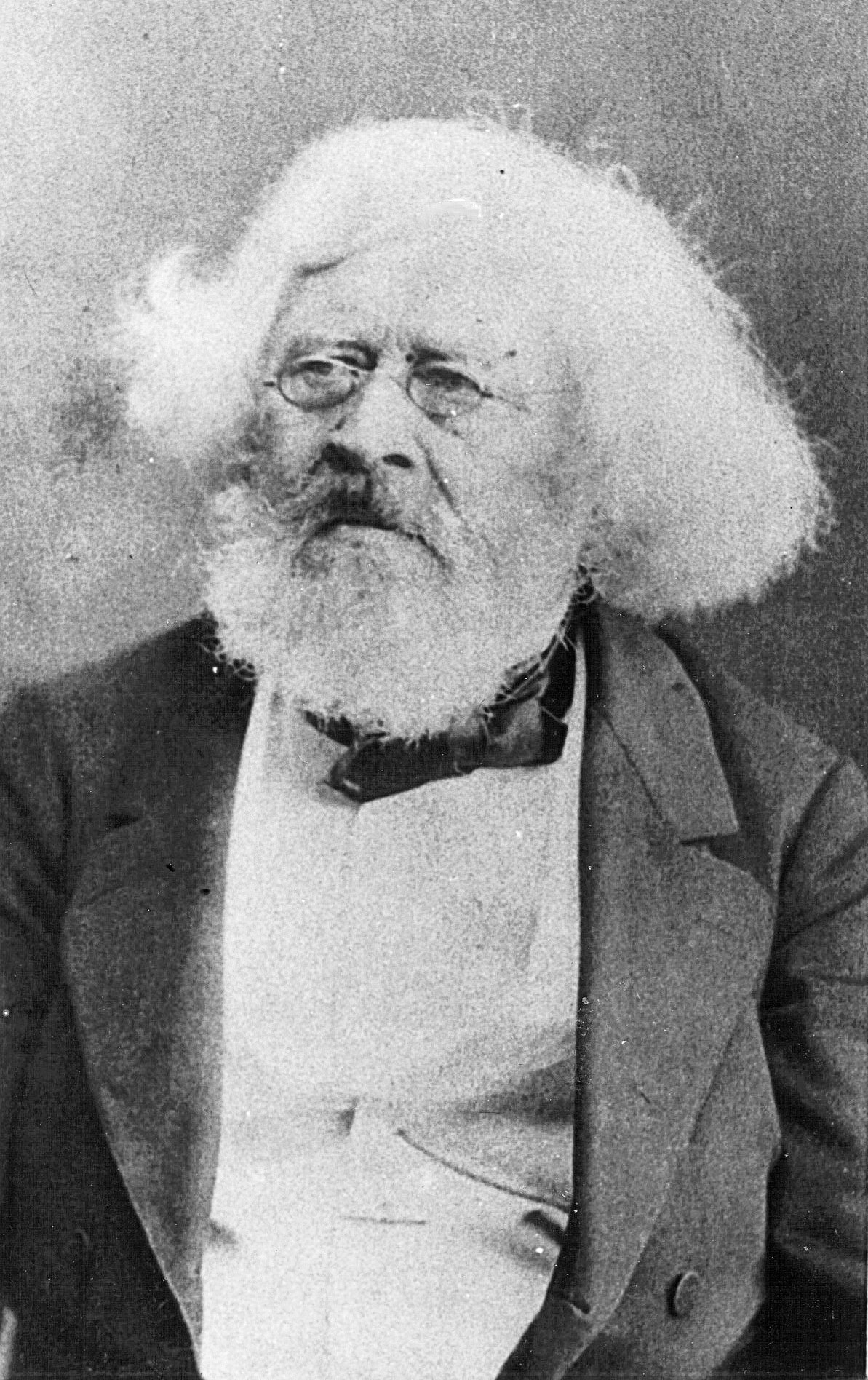
Peter Andreas Hansen, um 1865

Peter Andreas Hansen (* 8. Dezember 1795 in Tondern (Schleswig); † 28. März 1874 in Gotha) war ein deutscher Astronom und Geodät, der seine wissenschaftliche Tätigkeit als Amateurforscher begann. Bekannt ist er für seine Arbeiten in Astrometrie und mathematischer Geodäsie.

## Leben und Familie
Peter Andreas Hansen war der einzige Sohn aus der ersten Ehe des Gold- und Silberschmiedes Nicolay Hansen (1755–1835) in Tondern. Peter Andreas zeichnete sich schon frühzeitig durch besondere Fähigkeiten und physikalisches Interesse aus. Er lernte sehr leicht Mathematik, Fremdsprachen und das Spielen von Musikinstrumenten. Gern hätte er eine höhere Schule besucht, doch verhinderte der frühzeitige Tod seiner Mutter Anna Henriette (1760–1808) diese Pläne.
Hansen erlernte die Uhrmacherkunst in Flensburg und etablierte sich 1819 als Uhrmacher in Tondern. Der Hausarzt Peter Dircks erkannte die Fähigkeiten des jungen Mannes und empfahl ihn seinem Freund Heinrich Christian Schumacher für eine wissenschaftliche Laufbahn. So fuhr Hansen nach Kopenhagen und erhielt 1821 eine Arbeitsmöglichkeit bei der von Schumacher geleiteten dänischen Gradmessung in Holstein sowie 1822 an dessen Sternwarte in Altona. 1823 schrieb er die ersten eigenen Veröffentlichungen in den von Schumacher gegründeten Astronomischen Nachrichten. Als die Stelle Johann Franz Enckes an der Sternwarte Gotha durch seine Berufung nach Berlin vakant wurde, empfahlen ihn Schumacher, Olbers und Gauß für diese Position.
1825 wurde er als Nachfolger von Johann Franz Encke Direktor der Sternwarte Seeberg bei Gotha berufen. Gotha galt damals als eine der berühmtesten Stätten der astronomischen Wissenschaft. Hansens Leistungen waren vielfältig. Auch als Geodät bewährte er sich und förderte die Arbeiten der europäischen Gradmessung, in deren Ständiger Kommission er viele Jahre den Vorsitz hatte. Hansen litt mit seiner Familie sehr unter den schlechten Wohn- und Arbeitsbedingungen und dem zunehmenden Verfall der Sternwarte sowie unter der dürftigen Unterstützung durch den Herzog. Der Verfall der im Wald auf dem Seeberg abgelegenen und der Witterung stark ausgesetzten Sternwarte veranlasste Hansen, einen Umzug in die Stadtnähe zu beantragen. 1839 konnte die Familie Hansen in ein eigenes Haus am Südrand der Stadt Gotha umziehen. Hier richtete sich Hansen 1859 eine Interimssternwarte mit Meridiankreis und astronomischer Uhr ein. Hier wuchsen seine Kinder, drei Töchter und vier Söhne, auf und hier entstanden seine wichtigsten theoretischen Werke. Besonders auf theoretischem Gebiet, hier insbesondere auf dem der Störungstheorie der Planeten sowie in der Schaffung der Mondtafeln, einem Werk, das jahrzehntelang zur Seenavigation benutzt wurde, lagen Hansens Hauptverdienste. Durch seine technischen Fähigkeiten hatte er neue, zweckmäßige Methoden im Gebrauch wichtiger astronomischer Instrumente eingeführt und für deren Verbesserung viel geleistet.
Seine Tochter Emma (1836–1892) heiratete den Pulkowoer Astronomen August Wagner (1828–1886), der seinen gesamten zweijährigen Auslandsaufenthalt in Gotha verbrachte. Seine Tochter Marie (1829–1925), Schriftstellerin und Übersetzerin, heiratete den amerikanischen Schriftsteller und Diplomaten Bayard Taylor (1825–1878). In ihrem autobiografischen Roman Aus zwei Weltteilen schilderte sie das Leben im Hause Hansen, so z. B. auch, dass dem Vater im höheren Lebensalter das Geschwätz seines Friseurs so auf die Nerven ging, dass er seine Haare nicht mehr schneiden ließ. Die Tochter Ida (1844–1873) heiratete den Hamburger Mechaniker und Instrumentenbauer Johann Adolf Repsold (1838–1919). Sein Sohn Wilhelm (1832–1906) gründete in Gotha eine Eisengießerei und Turbinenfabrik, die zum größten Industriebetrieb des Herzogtums wachsen sollte.
In der Sternwarte in der Jägerstraße wirkte Hansen mit großem Erfolg bis zu seinem Tode. Für seine wissenschaftlichen Arbeiten erhielt Hansen hohe Ehrungen aus dem In- und Ausland. Mit Peter Andreas Hansen war jedoch die Blüte der Astronomie in Gotha beendet.
Peter Andreas Hansen starb am 28. März 1874. Seine Beisetzung auf dem Gothaer Friedhof IV erfolgte unter reger Anteilnahme der Bevölkerung.
Die Stadt Gotha ehrte ihren Sohn mit Benennung einer Straße im Norden Gothas und einer Schule in der Wilhelm-Bock-Straße.

## Hansen als Direktor der Seebergsternwarte

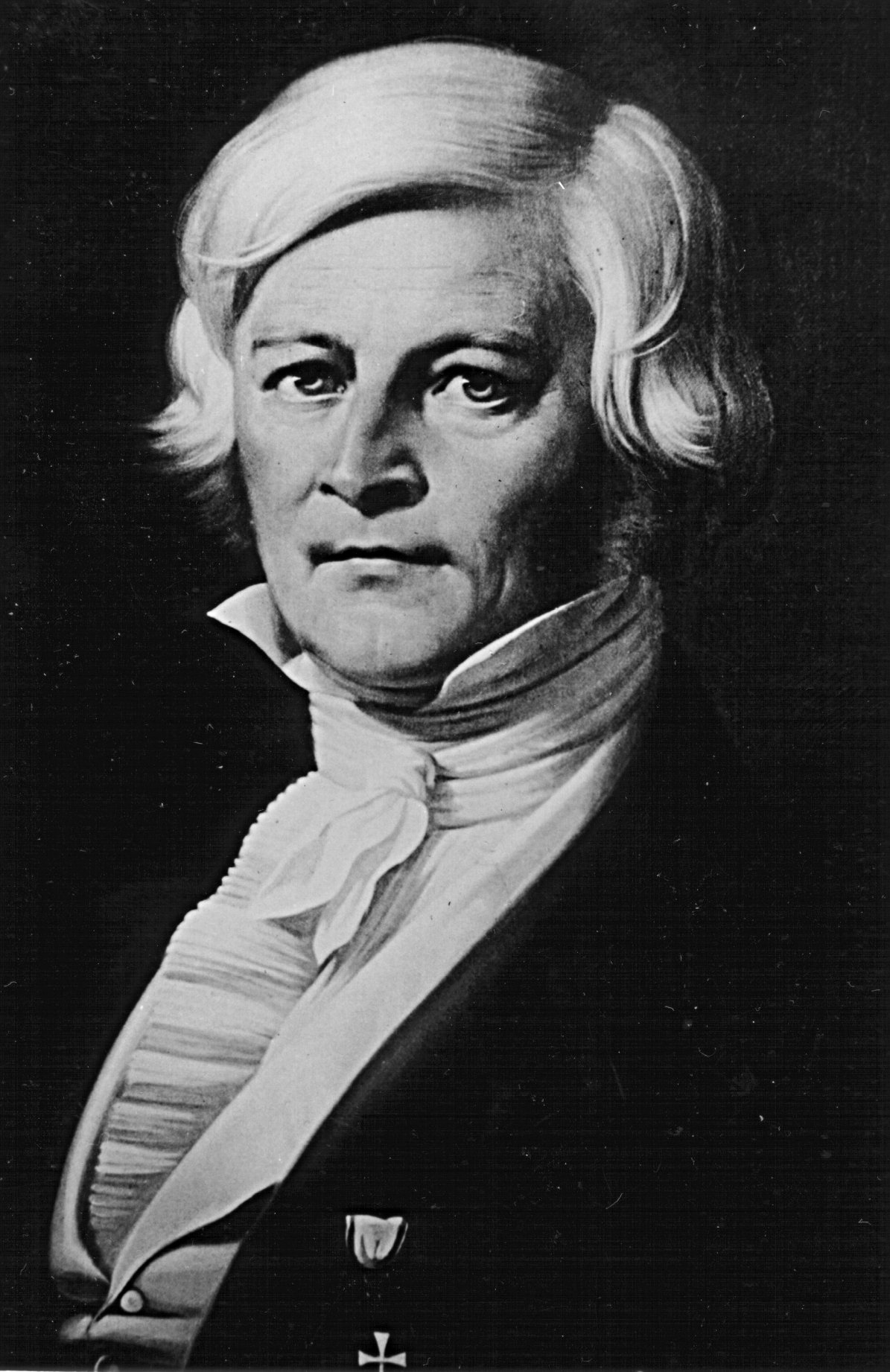
Peter Andreas Hansen, Gemälde von Paul Emil Jacobs

Hansen bekam als Leiter der Sternwarte im Rahmen der Stiftung des Herzogs Ernst II. von Sachsen-Gotha-Altenburg nur ein mäßiges Gehalt, aber eine sehr gut ausgerüstete Sternwarte. Die von ihm aufgestellte Inventarliste zeigte den umfangreichen Bestand an astronomischen Instrumenten. Seit 1839 war die Interimssternwarte in seinem Gothaer Stadthaus der Mittelpunkt seiner astronomischen Tätigkeit, die Sternwarte auf dem Seeberg besuchte er nur einmal wöchentlich.

### Hansen als astronomischer Beobachter
Hansens erste Beobachtungen in Gotha galten dem Kometen 1825 III. Er konnte dabei die Leistungsfähigkeit der Gothaer Instrumente kennenlernen. Als gelernter Mechaniker stellte er die Erkenntnisse zusammen und veröffentlichte sie als Theorien der einzelnen Geräte.
Es folgten laufend weitere Beobachtungen zur Bahnbestimmung der planetaren Körper und vor allem des Mondes als Grundlagen seiner Störungstheorien.
Später konstruierte er auch ein Äquatoreal, das er für seine neue Sternwarte bei der Fa. Repsold & Söhne in Hamburg bauen ließ.

### Hansen als theoretischer Astronom
Aus den Beobachtungen der beweglichen Himmelskörper leitete er deren Bahnelemente ab und wandte sich der Berechnung der erkennbaren Störungen dieser Bewegungen zu. Er entwickelte dabei allgemeingültige Lösungen, die er ab 1829 in Gotha veröffentlichte. Sein Spezialgebiet wurde schließlich die Bewegung des Mondes.
Dadurch verbesserte er die Theorie der Störungen. Dabei verwendete er die nach ihm benannten Hansen-Koeffizienten.
Diese Arbeiten zur Mondtheorie gipfelten schließlich in seinem Hauptwerk Tables de la lune d'après le principe Newtonien de la gravitation universelle, die im Auftrag der britischen Regierung 1857 in London herausgegeben wurden. Dieses für die Navigation zunächst unersetzliche Werk wurde von ihm, da in Gotha dazu nicht die Möglichkeiten bestanden, in England mit mehreren Rechnern und in Zusammenarbeit mit George Biddell Airy, dem Leiter der Sternwarte Greenwich, erstellt.

### Hansen als Geodät
Hansen hatte bereits unter Schumachers Leitung an geodätischen Arbeiten in Dänemark und auf Helgoland teilgenommen. 1837 erhielt er den Auftrag, die Gothaer Lande zu vermessen. Auch hier wirkte er sowohl bei der praktischen Arbeit als auch bei der Theorie der Messungen mit. Die sog. „Hansensche Aufgabe“ wurde eine Standardmethode der trigonometrischen Punktbestimmung in der Geodäsie.
Hansen stand mehrere Jahre der permanenten Kommission der europäischen Gradmessung vor und war auch Mitglied der deutschen Kommission zur Beobachtung des Venusdurchgangs im Jahr 1874.

## Gothas Neue Herzogliche Sternwarte
Seinem zunehmenden wissenschaftlichen Bekanntheitsgrad und seiner Arbeit bei der geodätischen Erschließung des Gothaer Landes ist es wohl zu verdanken, dass der Gothaer Landtag der Errichtung einer neuen Sternwarte im Stadtgebiet Gothas zustimmte. Die Vorbereitungen des Baus, der nach Hansens Plänen beste Möglichkeiten für einen praktischen und theoretischen Astronomen bieten sollte, begannen in den fünfziger Jahren des 19. Jahrhunderts. Man verwendete dazu die Steine des Meridiansaals der Seeberg-Sternwarte und der ehemaligen Grotte des Parks des Schlosses Friedrichstal. 1859 war der Neubau abgeschlossen.

### Ein astronomischer Musterbau

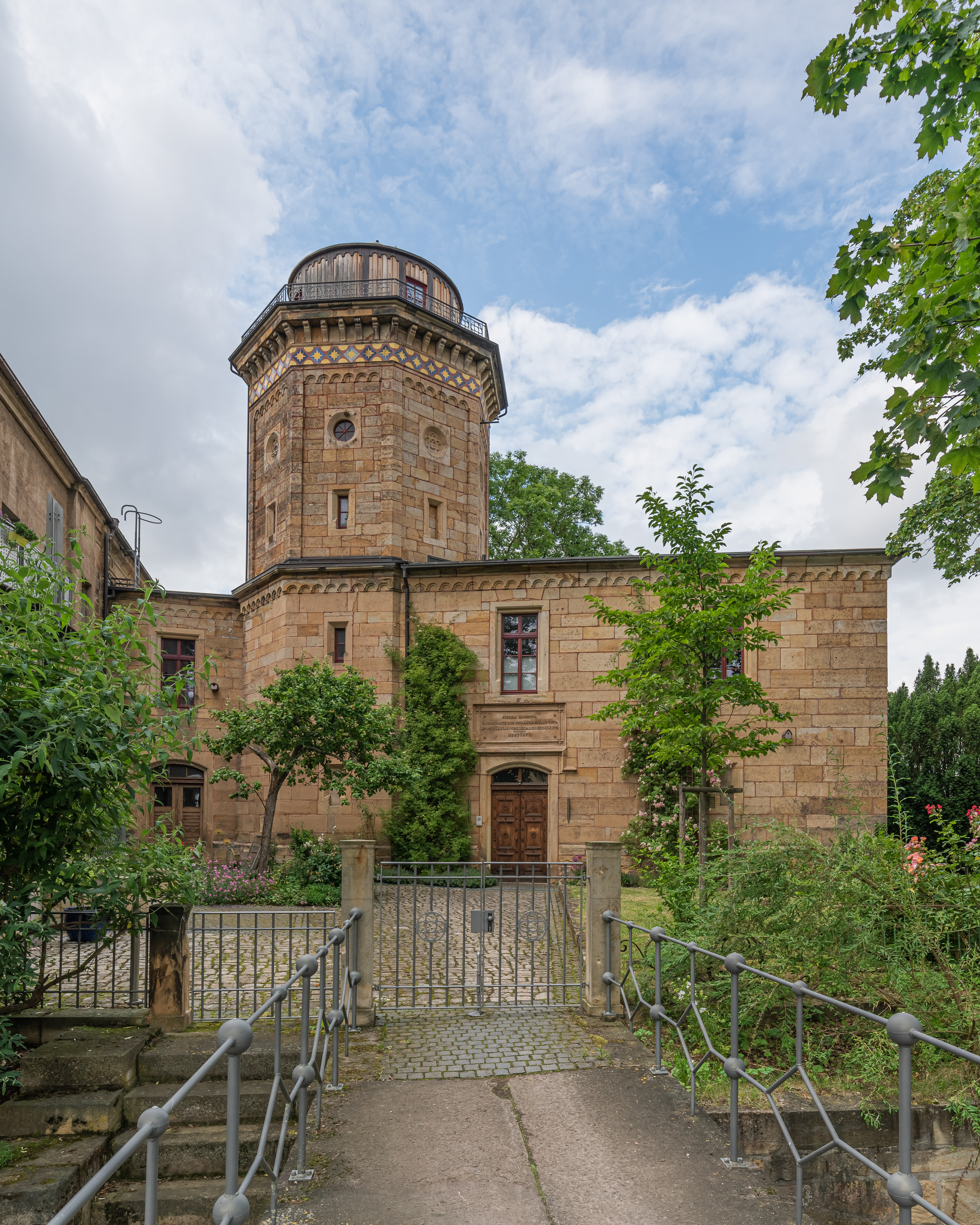
Hansens Sternwarte in Gotha, 2020

Neben einem geräumigen Wohnhaus, das auch Arbeits- und Vortragsräume für die wissenschaftliche Arbeit enthielt, entstand ein achteckiger Turm mit drehbarer Kuppel, ein Meridiansaal und als Besonderheit auch ein Beobachtungsraum im ersten Quartal. Die instrumentelle Ausrüstung konnte aus den bisherigen Beständen zusammengestellt werden. Nur für den Turm entwarf Hansen ein neues Instrument, ein Äquatoreal. Hansen verbesserte die Beobachtungsmethoden durch Einführung der elektrischen Zeitnahme. Damit war in Gotha wieder ein Musterbau eines astronomischen Observatoriums entstanden. Hansen hatte die Arbeitsweise ganz auf astrometrische Forschungen ausgerichtet, so dass das Observatorium keine Möglichkeiten für die aufkommende astrophysikalische Forschung bot.
Dem Testament Herzog Ernsts II. von Sachsen-Gotha–Altenburg entsprechend sollte die Gothaer Sternwarte das einzige öffentliche Denkmal seines Lebens sein. Hansen ließ daher über dem Eingang des Observatoriums eine Schrifttafel mit einem lateinischen Text anbringen. Im Jahre 2007 wurde die durch Kriegseinwirkungen beschädigte Schrifttafel mit Mitteln der Kulturstiftung Gotha wieder restauriert und der Öffentlichkeit übergeben. Der Text lautet nun wieder:
IN VICINO MONTE OLIM CONDITA AB ERNESTO II: D.G. ET A.

OPPORTUNIORE LOCO NUNC REST. AB ERNESTO II. D.C. ET G.
(Ernestinische Sternwarte, auf benachbartem Berge einst gestiftet von Ernst II. Herzog von Gotha und Altenburg, nun an günstigerer Stelle wiederhergestellt durch Ernst II. Herzog von Coburg und Gotha, 1857)
Am 18. April 2007 weihte die Gesellschaft Deutscher Verein für Vermessungswesen neben dem Eingang des Wohngebäudes eine gestiftete Tafel mit Würdigung der astronomischen und geodätischen Tätigkeit Hansens ein.
Hansens Charakter wurde als etwas schwierig beschrieben. Als Autodidakt hatte er einen eigenen Arbeitsstil entwickelt, der manchmal zu ungewöhnlichen Lösungen und Ausdrücken führte. An richtig Erkanntem hielt er fest und verteidigte seine Meinung. Er hatte aber eine ganze Reihe von Freunden und Mitarbeitern, die zum Teil länger in Gotha blieben. Es seien hier nur B. A. Gould (1824–1896) aus Cambridge, Friedrich Georg Wilhelm Struve (1793–1864) und Otto Wilhelm von Struve (1819–1905) aus Pulkowo, George Biddell Airy (1801–1892) aus Greenwich und Johann Littrow (1781–1840) aus Wien genannt. Wilhelm Scheibner (1826–1908) arbeitete von 1848 bis 1853 als Schüler und Assistent bei Hansen in Gotha. Später gab er als Professor für Mathematik in Leipzig die Schriften Hansens heraus.
Der umfangreiche Briefwechsel Hansens befindet sich im Staatsarchiv Hamburg und harrt noch der wissenschaftlichen Aufarbeitung. Hansens Briefwechsel mit Carl Friedrich Gauß liegt handschriftlich in der Gauß-Briefdatenbank vor. Zahlreiche Hanseniana besitzt die Universitäts- und Forschungsbibliothek Erfurt/Gotha.

## Ehrungen

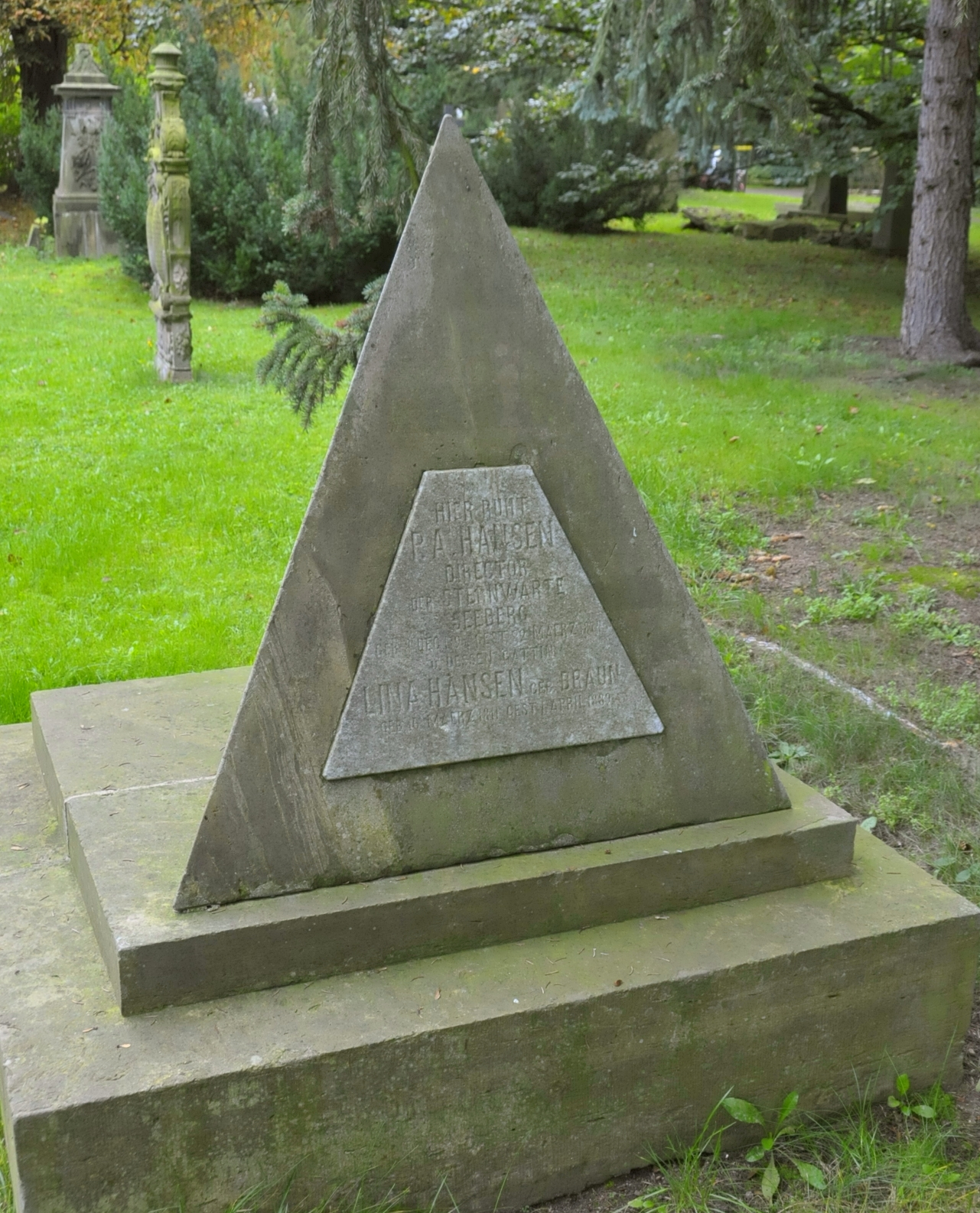
Hauptfriedhof in Gotha Grabmal der Eheleute Hansen

Hansen wurden in seinen letzten Lebensjahren viele Ehrungen zuteil. In Gotha war er als Geheimer Hofrat für Vermessungsfragen Mitglied der Regierung. Er wurde Ehrendoktor der Universität Jena, Mitglied vieler Akademien und erhielt mehrere Auszeichnungen:
- 1833: Korrespondierendes Mitglied der Russischen Akademie der Wissenschaften in Sankt Petersburg
- 1843: Korrespondierendes Mitglied der Académie des sciences
- 1844: Ehrendoktor der Universität Jena[2]
- 1846: Mitglied der Königlich Sächsischen Gesellschaft der Wissenschaften
- 1849: Mitglied der American Academy of Arts and Sciences
- 1849: Auswärtiges Mitglied der Göttinger Akademie der Wissenschaften[3]
- 1850: Copleymedaille der Royal Society
- 1858: Mitglied der Deutschen Akademie der Naturforscher Leopoldina
- 1860: Goldmedaille der Royal Astronomical Society
- 1864: Mitglied der Académie royale des Sciences, des Lettres et des Beaux-Arts de Belgique[4]
- 1866: Korrespondierendes Mitglied der Accademia dei Lincei in Rom
- 1866: Orden Pour le Mérite für Wissenschaften und Künste

1935 ließ die Christian-Albrechts-Universität zu Kiel einen Gedenkstein in Hansens Geburtsort Tondern aufstellen.
Bei der Beräumung des Friedhofes im Jahre 1951 wurde der Grabstein von Hansen und seiner Frau gesichert. Er steht heute auf dem Hauptfriedhof im Ehrenhain neben den Steinen anderer bedeutender Gothaer Persönlichkeiten. Darüber hinaus erinnern in Gotha die Hansenstraße und die Hansenschule an den Astronomen. 1995 wurde auf dem Großen Inselsberg ein Gedenkstein für die geodätische Bedeutung der Vermessungen Hansens errichtet.
Außerdem wurden der Mondkrater Hansen (Mondkrater) und der Asteroid (4775) Hansen nach ihm benannt.

## Werke
- Ausführliche Methode, mit dem Fraunhoferschen Heliometer Beobachtungen anzustellen. Gläser, Gotha 1827. (Digitalisat)
- Untersuchungen über die gegenseitigen Störungen von Jupiter und Saturn. Akademische Druckerei, Berlin 1831. (Digitalisat)
- Ermittelung der absoluten Störungen in Ellipsen von beliebiger Excentricität und Neigung. Gläser, Gotha 1843. (Digitalisat Teil 1)
- Auseinandersetzung einer zweckmäßigen Methode zur Berechnung der absoluten Störungen der kleinen Planeten. Abt. 1–3. Leipzig 1856–1859.
- Fundamenta nova investigationis orbitae verae, quam luna perlustrat. Glaeser, Gotha 1838. (Digitalisat)
- Tables de la lune, construites d'après la principe newtonien de la gravitation universelle. Spottiswoode, London 1857. (Digitalisat)
- Darlegung der theoretischen Berechnung der in den Mondtafeln angewandten Störungen. 2 Teile. Hirzel, Leipzig 1862–1864. (Digitalisat Teil 1, Teil 2)
- Die Theorie des Äquatoreals. Hirzel, Leipzig 1855. (Digitalisat)
- Theorie der Sonnenfinsternisse und verwandter Erscheinungen. Leipzig 1858. (Digitalisat)
- Über die Störungen der großen Planeten, insbesondere des Jupiter. Nachgelassene Abhandlung. Hirzel, Leipzig 1875. (Digitalisat)